# 公民與共和運動
公民與共和運動（法語：Mouvement républicain et citoyen，缩写为MRC）是法國的一个持歐洲懷疑主義立场的左翼政黨。1993年，让-皮埃尔·舍韦内芒因反對海灣戰爭與《馬斯垂克條約》而離開社會黨，創建公民运动。
謝維納蒙領導「另类政策」選舉名單參選1994年歐洲議會選舉。該名單包括反對馬斯垂克條約的左派人士、女性主義者、激進主義者與戴高樂主義者。
公民與共和運動在1995年法國總統選舉中支持社會黨參選人利昂內爾·若斯潘，之後加入「多元左翼」聯盟。1997年—2000年，謝維納蒙擔任內政部長。為参加2002年法國總統選舉，謝維納蒙将党名改为「共和极点」，囊括激進主義者、戴高樂主義者、主權主義者、社會黨人，拿下超過5%的選票，有時被認為是造成若斯潘未能進入第二輪的原因。2002年法國立法選舉的嚴重失利（失去原有7個席位）促使謝維納蒙于2003年1月25日更改黨名為「公民與共和運動」。謝維納蒙在其大本營貝爾福地區慘遭滑鐵盧。
謝維納蒙與該黨在2007年法國總統選舉支持社會黨參選人塞格琳·羅雅爾，以免重蹈2002年的覆轍。2007年法國立法選舉，該黨拿下1席。
尚-皮耶爾·謝維納蒙曾参加參議院里的欧洲民主和社会联盟党团黨團，諷刺的是該黨團是最親歐的黨團。
2009年歐洲議會選舉，該黨與社會黨和左翼陣線協商失敗，將不派出或支持任何政黨名單。
2019年2月3日，该党并入共和与社会主义左翼，但一部分党员反对合并，继续以“公民與共和運動”名义活动。

## 外部連結
- 官方網站（页面存档备份，存于）